# IC 2668
IC 2668 ist eine Spiralgalaxie vom Hubble-Typ Sa im Sternbild Becher südlich der Ekliptik. Sie ist schätzungsweise 208 Millionen Lichtjahre von der Milchstraße entfernt und hat einen Durchmesser von etwa 60.000 Lichtjahren.
Im selben Himmelsareal befinden sich u. a. die Galaxien NGC 3591 und IC 679.
Das Objekt wurde am 25. April 1898 von Herbert Alonzo Howe entdeckt.